# 굿바이 뉴욕 굿모닝 내 사랑
《굿바이 뉴욕 굿모닝 내 사랑》(영어: City Slickers)은 미국에서 제작된 론 언더우드 감독의 1991년 서부극 코미디 영화이다. 빌리 크리스털 등이 출연하였고, 어비 스미스 등이 제작에 참여하였다.
뉴욕시, 뉴멕시코, 콜로라도주 듀랭고, 스페인에서 촬영되었다.
1994년에 브루노 커비를 제외한(존 러비츠로 대체되었다) 출연진들이 재출연한 속편 영화 《굿바이 뉴욕 굿모닝 내 사랑 2》가 개봉되었다.

## 출연진
- 빌리 크리스털 - 미치 로빈스 역
- 대니얼 스턴 - 필 버퀴스트 역
- 브루노 커비 - 에드 퍼릴로 역
- 퍼트리샤 웨티그 - 바버라 로빈스 역
- 헬렌 슬레이터 - 보니 레이번 역
- 잭 팰런스 - 컬리 워시번 역
- 앨런 처로프 - 미치의 아버지 역
- 제인 메도스 - 미치의 어머니 역
- 린지 크리스털 - 홀리 로빈스 역
- 제이크 질런홀 - 대니 로빈스 역
- 제프리 탬버 - 루 역
- 워커 브랜트 - 킴 퍼릴로 역
- 칼라 탬부렐리 - 알린 버퀴스트 역
- 노블 윌링햄 - 클레이 스톤 역
- 야들리 스미스 - 낸시 역
- 빌 헨더슨 - 벤 제섭 역
- 필 루이스 - 스티브 제섭 역
- 조시 모스텔 - 배리 샬러위츠 역
- 데이비드 페이머 - 아이라 샬러위츠 역
- 트레이시 월터 - 쿠키 역

## 기타 제작진
- 배역: 팸 딕슨
- 미술: 로런스 G. 폴
- 의상: 주디 러스킨

## 우리말 녹음
SBS 성우진
- 오세홍 - 미치(빌리 크리스털)
- 김환진 - 필(대니얼 스턴)
- 김관철 - 에드(브루노 커비)
- 김병관 - 컬리(잭 팰런스)
- 유명숙 - 바버라(퍼트리샤 웨티그)
- 이향숙 - 대니(제이크 질런홀)
- 나수란 - 미치의 엄마(제인 메도스) / 학교 선생님(제인 올던)
- 임은정 - 보니(헬렌 슬레이터)
- 장광 - 벤(빌 헨더슨) / 미치의 상관(제프리 탬버)
- 이근욱 - 아이라(데이비드 페이머)
- 한상혁 - 배리(조시 모스텔)
- 이선호 - 미치의 딸(린지 크리스털) / 에드의 아내(워커 브랜트) / 낸시(야들리 스미스)
- 이호인 - 쿠키(트레이시 월터) / 제프(카일 시코어)
- 안종익 - 스티브(필 루이스) / T.R.(딘 핼로)
- 정기항 - 스톤(노블 윌링햄) / 미치의 아버지(앨런 처로프)
- 박신영 - 필의 아내(칼라 탬부렐리)